# رضاآباد (شاهرود)
رضاآباد یک روستا در ایران است که در  بخش بیارجمند  شهرستان شاهرود  استان سمنان  و در جنوب کویر سبزوار واقع شده است. این روستا تا دی ماه سال ۱۳۱۶ از توابع خراسان و سبزوار بوده است.

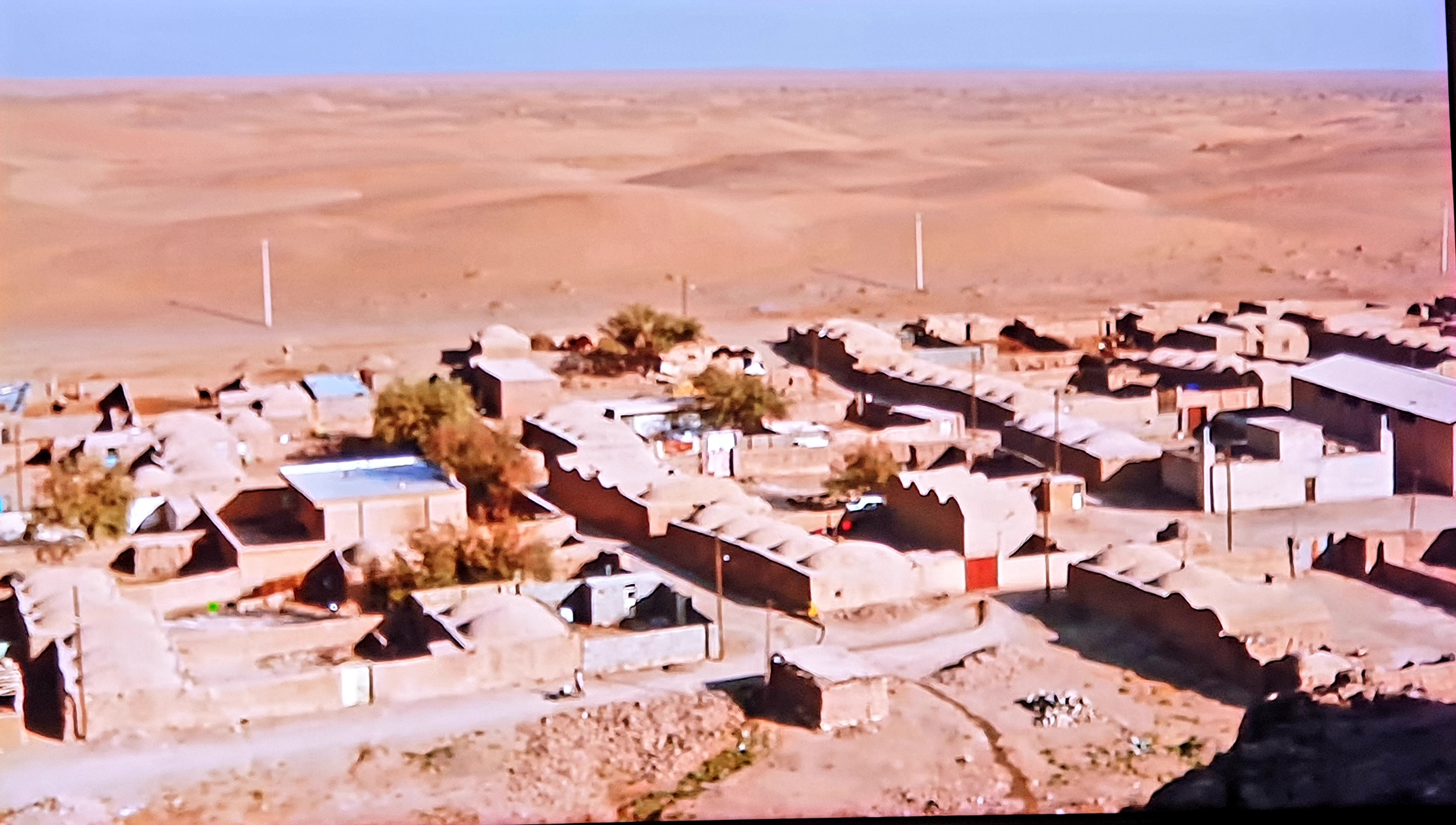
نمایی از روستای رضاآباد شاهرود سمنان

روستای رضاآباد با مرکز شهرستان شاهرود در  استان سمنان  ۲۴۰ کیلومتر و با مرکز شهرستان های داورزن و سبزوار در استان خراسان به ترتیب ۵۳ کیلومتر  و  ۱۲۸ کیلومتر فاصله دارد.